# Индуизм и ислам

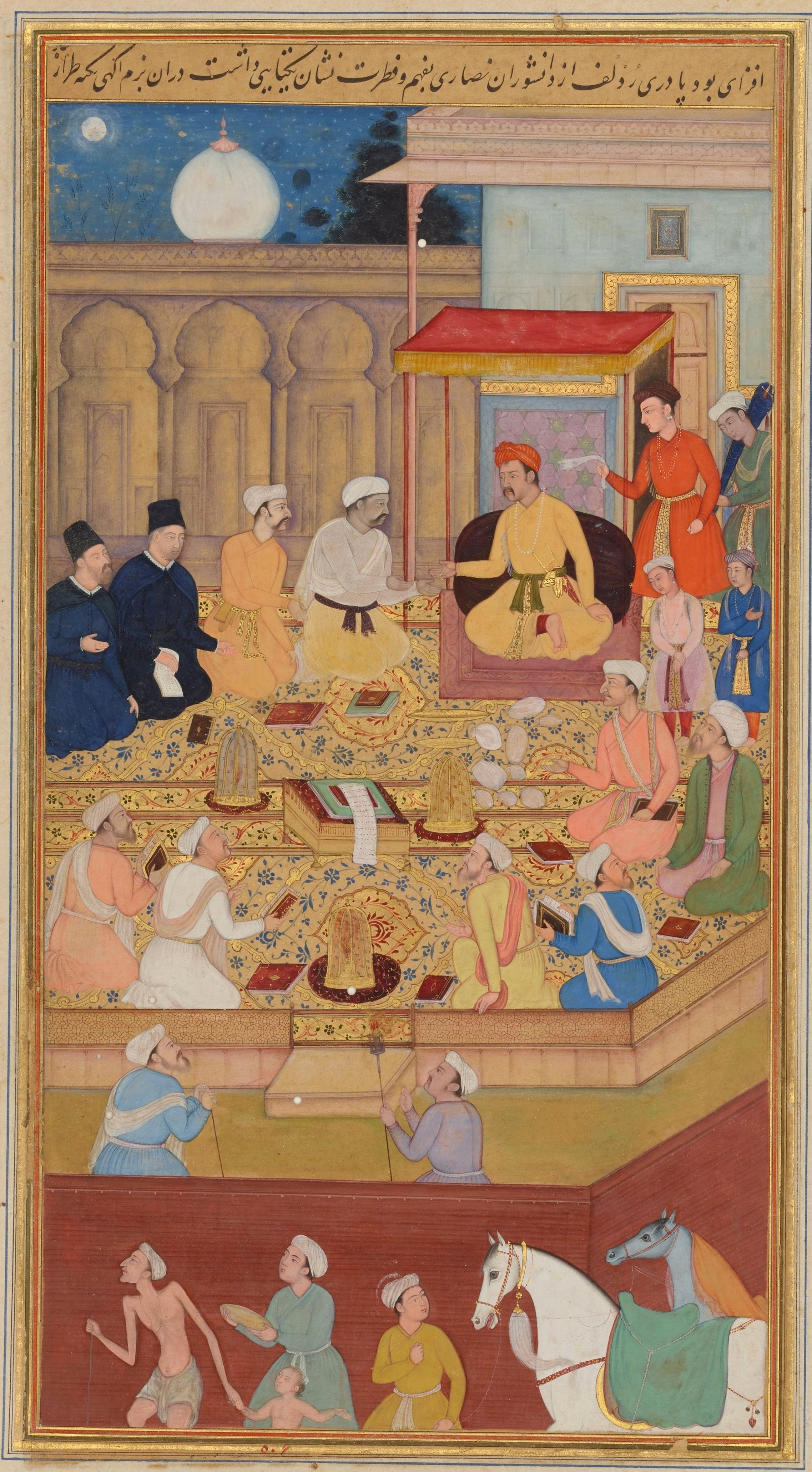
Император Акбар принимает при своём дворе иезуитов. Мусульманский император Акбар отличался большой терпимостью к индуизму — он женился на индуске, праздновал индуистские праздники и даже создал новую синкретическую религию дин-и иллахи, которая представляла собой синтез ислама и индуизма с элементами джайнизма, христианства и зороастризма.

Взаимоотношения индуизма и ислама начались с прихода арабов-мусульман в Индию в начале VII века и имели сложную историю. В исламе индусы нашли совершенно другие концепции Бога, истины, отношения к насилию и социального устройства.
Во время периода распространения ислама в него были обращены многие последователи индуизма. Смешанные браки и приток мусульман из арабских стран сыграли важную роль в установлении ислама в Индии. Для некоторых мусульманских правителей было характерно презрительное и пренебрежительное отношение к самой идее индуизма — они считали индуистские религиозные практики идолопоклонством (ширк) и боролись с ними. Самыми известными примерами подобных правителей являются Махмуд Газневи и могольский император Аурангзеб. Мусульмане также установили в Индии особую кастовую систему, которая разделила мусульман — потомков арабов, «ашрафов»; тех, кто обратился в ислам, — «аджлафов»; и неприкасаемых — «арзалов».
В то же время были и мусульманские правители, такие как Акбар и Ибрахим Адил Шах II из Биджапурского султаната, жившие в мире с индусами и уважавшие их религию. Двор Акбара был домом как для мусульманских, так и для индусских святых и интеллектуалов. Чтобы сблизить индуизм и ислам, Акбар даже попытался создать новую религию — дин-и иллахи.
Появление суфизма в сочетании с традициями веданты и йоги привели к широкому распространению синкретического движения бхакти. Суфийский аулия шейх Мухаммад выбрал как идеал своего поклонения бхакти индуистского бога Раму. Большинство суфийских поэтов и поэтов бхакти утверждали, что не видят разницы между мечетью и индуистским храмом. Так, пенджабские поэты-святые Баба Фарид и Шах Хусейн заявляли о том, что не принадлежат ни к индуизму, ни к исламу, считая себя унитарианцами (муваххидами), хотя к таким утверждениям надо относиться критично. Кабир сочинял стихи и проповедовал людям учение, сочетавшее в себе философии и духовные практики обеих религий, таким образом бросая вызов традиционным религиозным устоям индуизма и ислама того времени. Взаимодействие между суфиями и бхактами в некоторых регионах Индии привело к тому, что индусы и мусульмане собирались вместе в мазаре (гробнице суфийского наставника) на религиозный ритуал, проводимый вайшнавским пуджари (жрецом).
Однако столкновения между мусульманами и индуистами случаются и по сей день. Причинами их являются политика в индийских регионах, национализм и отголоски конфликта, связанного с разделом Британской Индии в 1947 году.
В различных формах искусства времён Империи Великих Моголов, в особенности в миниатюрах и некоторых поэтических произведениях на урду, нашли своё отражение классические индуистские мотивы, такие как любовные истории Кришны и Радхи. Музыка хиндустани, одно из направлений в классической индийской музыке, сочетает в себе ведийские понятия о звуке, раги и талы. В ней используются музыкальные инструменты как ближневосточного происхождения, так и индо-мусульманские изобретения.
На сегодняшний день, несмотря на то, что индуизм и ислам имеют несовместимые идеологические черты, они разделяют единый многовековой исторический опыт, который вылился в общую социальную перспективу.